# Sebastiano Montelupi

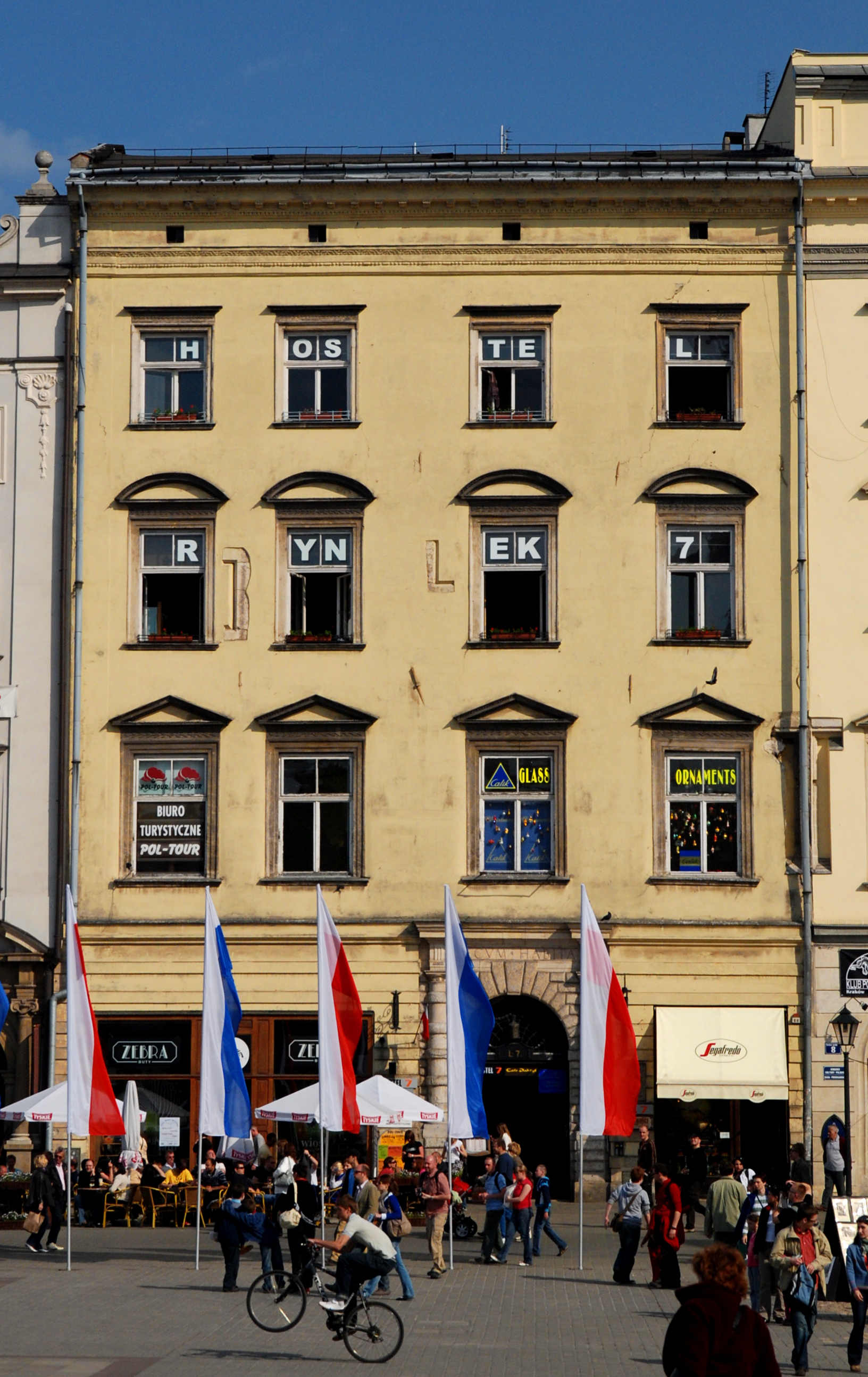
La Dom Włoski sul Rynek di Cracovia

Sebastiano Montelupi de Mari (in polacco: Sebastian Wilczogórski) (1516 – Cracovia, 18 agosto 1600) è stato un mercante e banchiere italiano naturalizzato polacco.

## Vita
Montelupi lasciò l'Italia nel 1536; nel 1557 si stabilì in Polonia. Lavorò per i mercanti e banchieri Carlo e Bernardo Soderini fino a che non si mise in proprio, insieme al fratello minore Carlo.
Nel 1567 sposò Urszula Baza, figlia ancora adolescente del dottor Wojciech Baza protofisico di corte. L'anno dopo la coppia si trasferì in una kamienica sulla piazza centrale di Cracovia, il Rynek. Il palazzo, ricostruito in stile rinascimentale, è tuttora conosciuto come Dom Włoski ("casa italiana") o casa Montelupi. Esso serviva anche come ufficio postale centrale. Urszula morì senza figli il 12 luglio 1586, a 35 anni, dopo 19 anni di matrimonio.

### Mercante e banchiere
Montelupi commerciava con l'Italia, la Germania, l'Inghilterra, l'Austria e la Russia. Fu inoltre banchiere ed ebbe fra i suoi clienti, fra gli altri, i nunzi apostolici in Polonia.
Nel 1574 la città di Cracovia rimborsò a Montelupi 1.827 złoty da lui anticipati per allestire la cerimonia di entrata del nuovo re Enrico di Valois, per la quale furono acquistati un braccio e mezzo di seta rossa cinese per il piatto contenente le chiavi della città, nonché un certo numero di stoviglie di vermeil ed un grande vaso d'argento, che furono offerti al re.
Nel 1581 Montelupi prestò 3.000 złoty al re Stefano I Báthory per organizzare la campagna contro la Moscovia.
Alla fine della sua vita Montelupi divenne il banchiere di corte di Sigismondo III, nonché console della comunità italiana a Cracovia.
Morì a Cracovia il 18 agosto 1600 all'età di 84 anni, lasciando un patrimonio valutato in 150.000 złoty.
Gli succedette il nipote ed erede adottivo, Valerio Tamburini Montelupi (Walerian Montelupi, 1548–1613), che divenne così il più ricco abitante della capitale polacca.

### Maestro generale delle Poste
Dal 1568 Montelupi fu Mastro Generale della Posta polacca, succedendo a Pietro Maffon. 
Gestiva due linee, una andava a Vilnius in tre settimane, l'altra andava a Vienna e Venezia in dieci giorni. Questi servizi furono sospesi nel 1572 e ripresi nel 1574, ed erano riservati al recapito dei dispacci reali.
Nel 1583 Montelupi fu confermato nella carica da nuovo re, Stefano Báthory, a condizione che tenesse in esercizio il recapito pubblico fra le principali città della confederazione Polacco-Lituana, più un servizio internazionale da e per Venezia almeno due volte al mese. Questa posizione permetteva a Montelupi di fornire informazioni interessanti ai propri corrispondenti, compresi i Medici di Firenze e i Fugger di Augusta.
Dopo la sua morte la carica di Maestro delle Poste passò al nipote Valerio, e poi ai discendenti di questi. L'ultimo Maestro delle Poste della famiglia fu Carlo Montelupi de Mari (Karol Montelupi), morto nel 1662.

## Ricordi
La tomba monumentale di Sebastiano Montelupi e di sua moglie Urszula si trova nella basilica di Santa Maria a Cracovia. L'opera è attribuita alla bottega dell'architetto e scultore Santi Gucci.
Rimangono la sua kamienica, ed il palazzo Montelupi, costruito dai suoi discendenti.
A Cracovia c'è ancora una via Montelupi, in un edificio della quale durante la seconda guerra mondiale la Gestapo organizzò una prigione, detta "Montelupich Prison".